# TRAXX
Bombardier TRAXX è una famiglia di locomotive elettriche e diesel costruite da Bombardier Transportation in versioni merci (F) e passeggeri (P). La prima versione è stata una locomotiva a corrente alternata a doppia tensione costruita a partire dal 2000 per le ferrovie tedesche. Le versioni successive includono le versioni a corrente continua e le versioni politensione, in grado di operare sulla maggior parte delle linee europee elettrificate a: 1,5 / 3,0 kV DC e 15/25 kV AC. La famiglia è stata ampliata per includere versioni a motore diesel nel 2006. Gli elementi comuni a tutte le varianti includono i corpi in acciaio, i due carrelli con due assi motorizzati ciascuno, Il motore a induzione trifase asincrono, gli scarichi di raffreddamento sui bordi del tetto e i freni a disco sulle ruote.
Il nome del marchio TRAXX è stato introdotto nel 2003. L'acronimo sta per Transnational Railway Applications with eXtreme fleXibility. Le locomotive sono state realizzate principalmente per le ferrovie della Germania, con ordini provenienti da altri paesi, tra cui Francia, Israele, Svizzera, Svezia, Norvegia, Italia, Belgio, Lussemburgo, Polonia, Spagna, Ungheria, Sudafrica e Paesi Bassi.
Con la nascita del nome TRAXX i modelli in produzione sono stati classificati per tipologia di locomotiva (P=Passeggeri, F=Merci), velocità massima (140 o 160 km/h), tipologia di alimentazione (AC=corrente alternata, DC=corrente continua, MS=politensione, DE=diesel a trasmissione elettrica). Un eventuale numero alla fine indica la generazione.

## Modelli
La famiglia comprende:
- Prodotti da ADTranz:
  - EU11 (E.405)
  - EU43 (E.412)
  - TRAXX P160 DC (E.464)

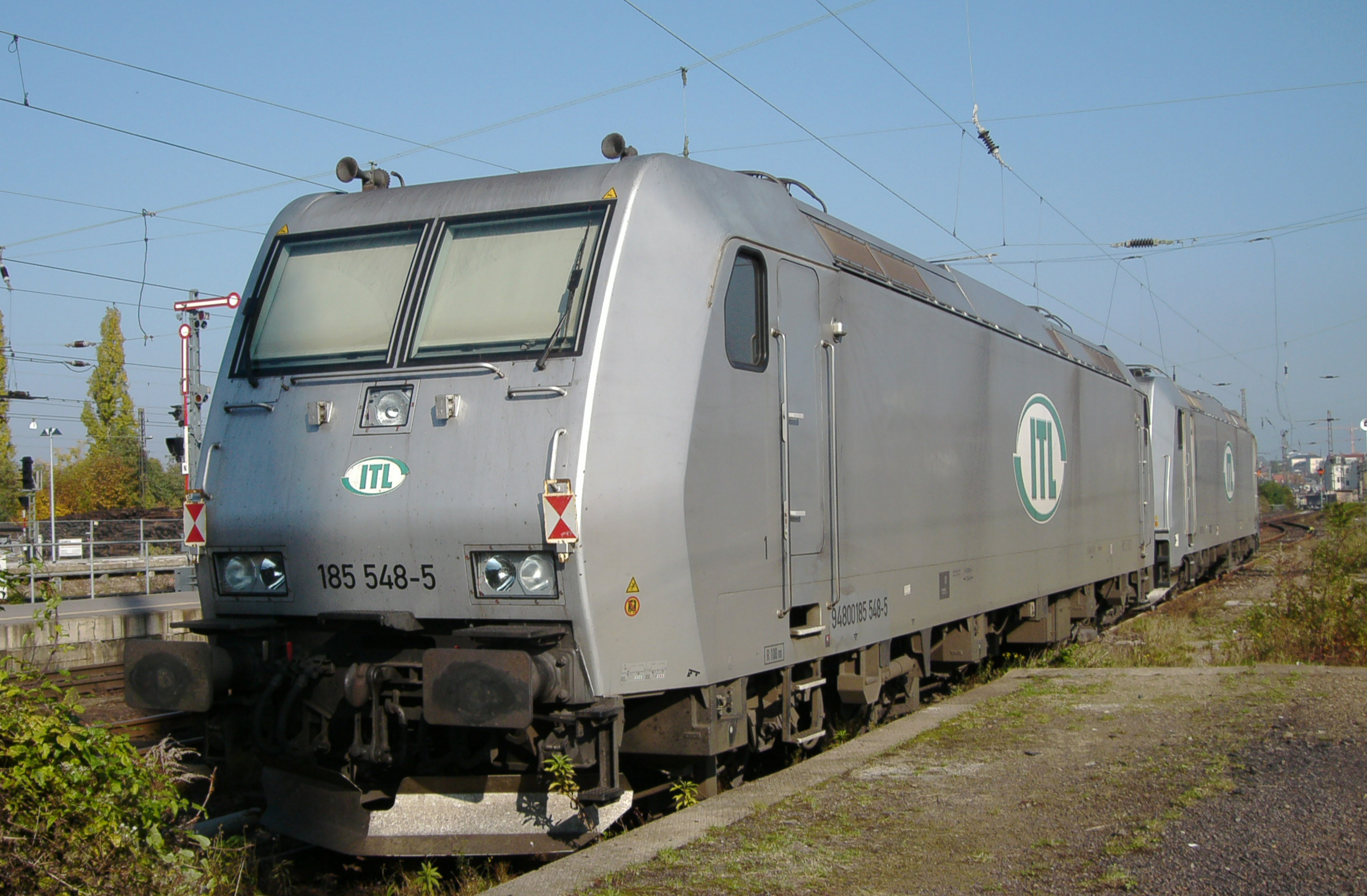
Modello di prima generazione (TRAXX F140 AC1)

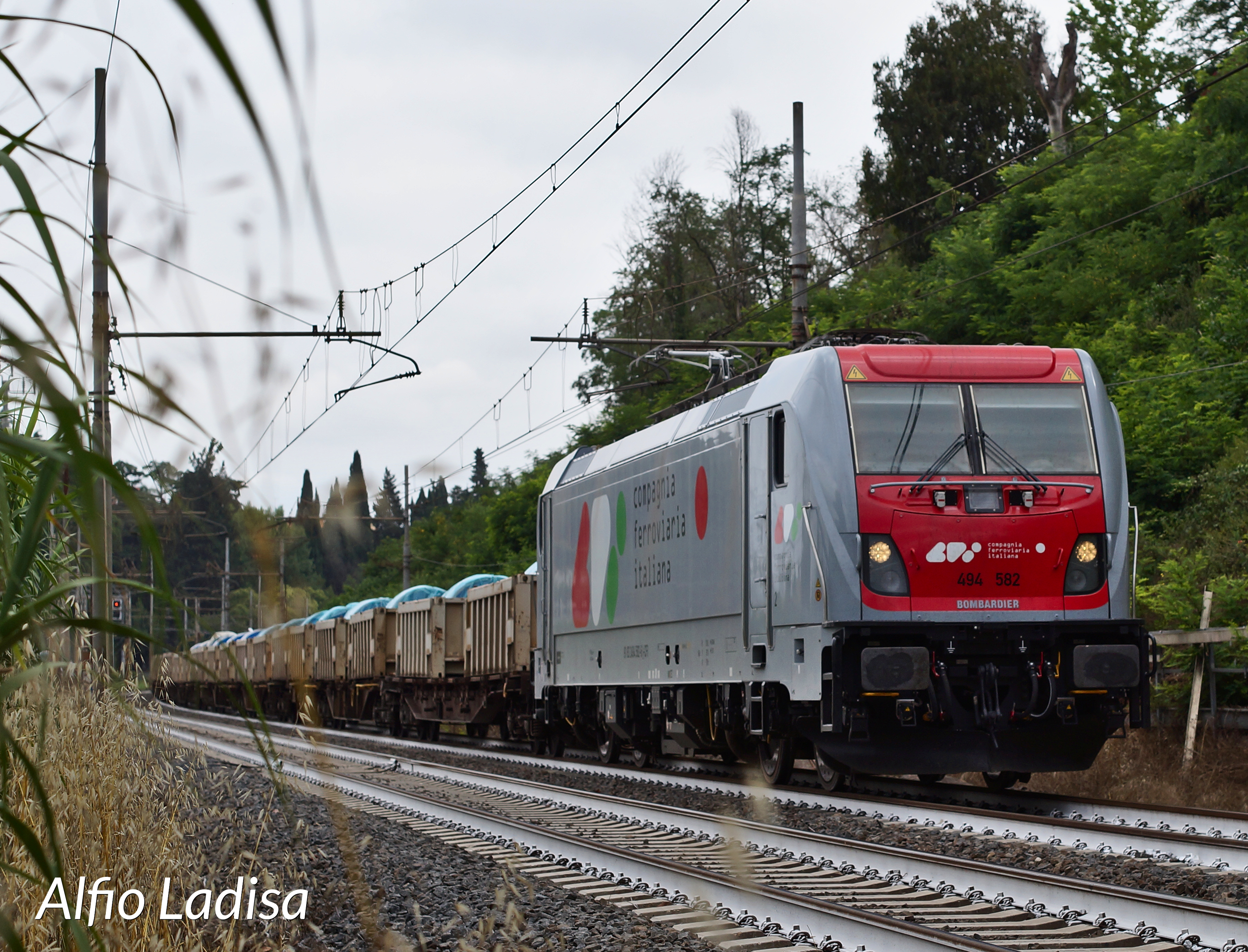
Modello di terza generazione (TRAXX F140 DC3)

- Prima generazione (ADTranz Octeon):
  - TRAXX F140 AC (Br.145)
  - TRAXX P160 AC (Br.146 serie 0)
  - TRAXX F140 AC1 (Br.185 prima serie, Re.481, Re.482, Re.485)
  - TRAXX P140 AC1 (CFL 4000)
  - TRAXX P160 AC1 (Br.146 serie 100)
- Seconda generazione:
  - TRAXX F140 AC2 (Br.185 seconda serie, Hector 241)
  - TRAXX F140 DC (E.483, 253)
  - TRAXX F160 MS2 (Br.186, Br.386, Re.484, Re.486)
  - TRAXX P160 AC2  (Br.146 serie 200, 300 e 500, MAV 480)
- Terza generazione:
  - TRAXX F140 DC3 (E.494)
  - TRAXX F140/160 AC3 (Br.187, Rem.487)
  - TRAXX P160 AC3 (Br.147)
  - TRAXX F160 MS3 (Br.188)

- Trazione Diesel-elettrica:
  - TRAXX F140 DE (Br.285)
  - TRAXX P160 DE (Br.245/6)

I modelli Diesel-elettrici, realizzati in una serie specifica, sono entrambi utilizzati in Germania.

## Sviluppo

### AEG 12X e ABB Eco2000

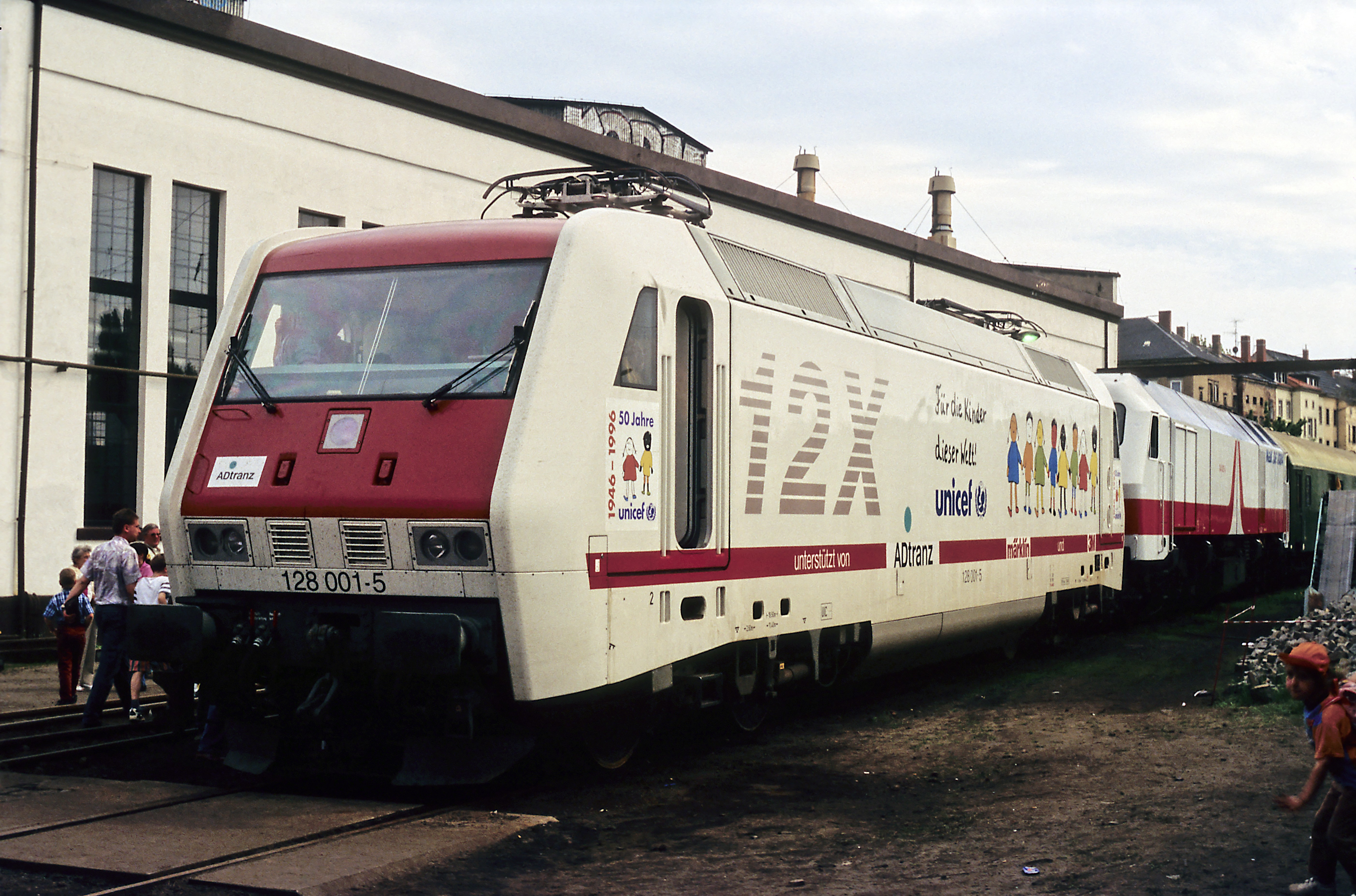
AEG 12X (Br.128)

Nei primi anni Novanta, la Deutsche Bundesbahn (DB) iniziò a sostituire la sua vecchia flotta di locomotori elettrici, ormai datati. Nel decennio precedente DB aveva introdotto le sue prime locomotive universali con motori asincroni trifase e due carrelli con due assi motorizzati ciascuno, classe Br.120, che ebbero un discreto successo. Nel 1991, DB ordinò circa 1000 locomotive universali Br.121, un modello con una potenza maggiore. La produzione ebbe inizio, tuttavia nell'ottobre 1992 e DB annullò l'ordine a causa dell'aumento dei prezzi; nuovi ordini arrivarono solo dalla fine del 1993. Nel 1994, la Deutsche Bundesbahn si fuse con l'ex Deutsche Reichsbahn della Germania Est, creando la Deutsche Bahn, portando oltre 600 moderne Br.243 nella sua flotta. Inoltre le locomotive furono divise fra "passeggeri" e "passeggeri a lunga percorrenza". 
I concorrenti della classe Br.120 comprendevano due dei precursori del trasporto di Bombardier: l'azienda tedesca AEG Schienenfahrzeuge, parte di AEG, controllata da Daimler-Benz all'epoca, e ABB Henschel, una filiale tedesca dell'impresa svedese-svizzera ABB. Sia elementi AEG e ABB fecero parte del progetto Br.120, che iniziò le prove alla fine del 1991. AEG sviluppò una locomotiva universale, la 12X, il predecessore della famiglia TRAXX. La 12X fu consegnata nel giugno 1994 e, sebbene posseduta da AEG, fu progettata da DB. La 12X portava diverse innovazioni rispetto alla Br.120: inverter GTO raffreddati ad acqua e un carrello con un passo breve di 2.600 mm (102.4 in). La locomotiva aveva un design modulare che consentiva la produzione di diverse versioni per diverse esigenze operative: fece diventare AEG un valido concorrente per i nuovi ordini di DB. Nel frattempo, ABB sviluppò il proprio progetto di locomotiva elettrica modulare, la  Eco2000. La locomotiva di ABB aveva un passo di 2.650 mm (104.3 pollici), inverter GTO e un trasformatore principale raffreddato ad aria, elementi presenti nella prima generazione di locomotive TRAXX.
La 12X fu poi usata per sperimentare nuove tecnologie come gli inverter IGBT nel 1997 e il sistema di controllo di trazione MITRAC nel 1998. Entrambe queste tecnologie avrebbero poi trovato applicazione nelle locomotive TRAXX.

### Modello Br.145, famiglia ADtranz Octeon

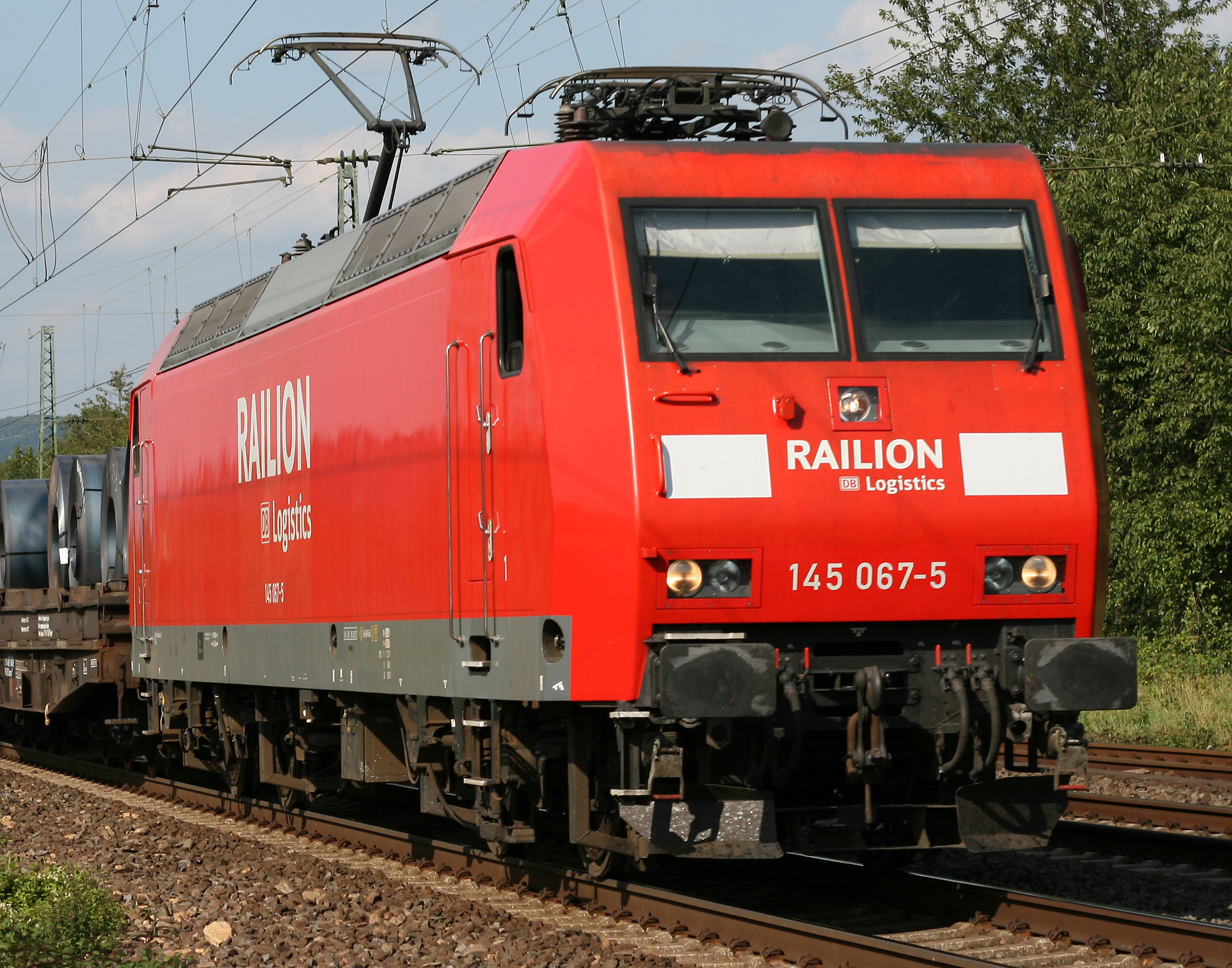
Br.145

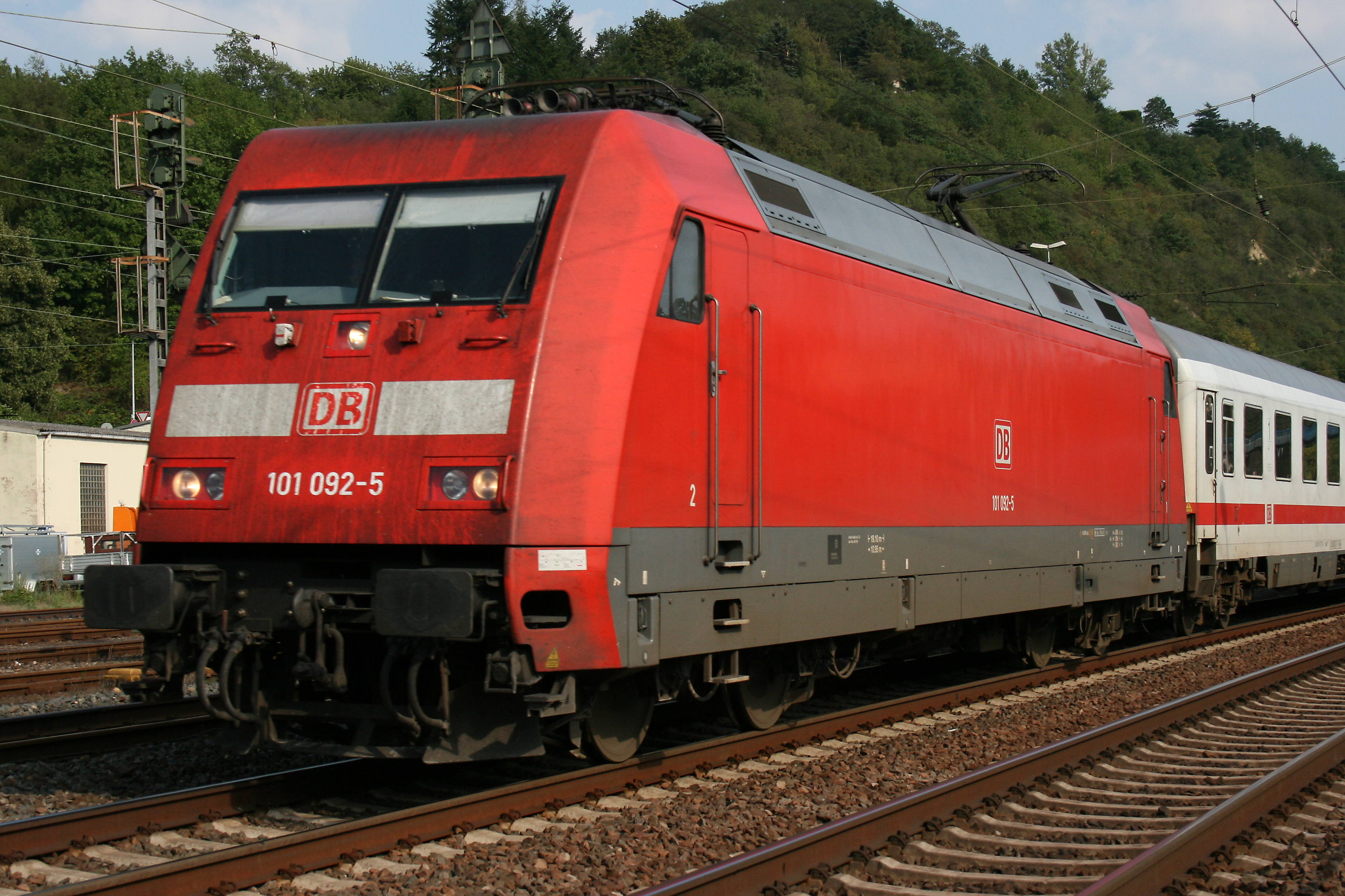
Br.101

Nel novembre del 1994 DB ordinò 145 locomotive Br.101 per treni passeggeri ad ABB e 80 locomotive Br.145 per treni merci a media portata ad AEG.
Il disegno originario della Br.145 era derivato dalla 12X. Nel gennaio 1996 ABB e la divisione della Daimler-Benz allora a marchio AEG si fusero, dando vita alla nuova impresa ADTranz. Il progetto finale della locomotiva era molto simile a quello della Br.101. Gli inverter GTO , il trasformatore principale raffreddato esternamente e il controllo individuale del carrello al posto del controllo dell'asse della Br.145 vengono dalla Br.101. Anche il design del carrello è stato adattato a quello della famiglia Flexifloat creata da ABB, portando il passo a 2.650 mm.  Le Br.145 è stata talvolta descritta come membro della famiglia Eco2000.
ADtranz lanciò la Br.145 nel luglio 1997.
Nel marzo 1998 ADtranz annunciò l'intento di creare la propria gamma di prodotti modulari: la famiglia di locomotive "Octeon", che avrebbe dovuto basarsi sulle Br.145 e Br.101.  Originariamente l'intento era quello di introdurre le locomotive Octeon insieme ai prodotti esistenti e applicò il nome anche alle nuove locomotive in produzione in altri paesi, come la E.464. Il marchio Octeon non fu abbandonato quando Bombardier acquistò ADTranz nel 2001.
Tra il 2000 e il 2002 fu prodotta una versione della Br.145 per treni passeggeri, da utilizzare sui treni regionali DB: la Br.146, che aveva una velocità massima di 160 km/h. La parte anteriore fu modificata per inserire un display sopra il parabrezza che indicasse la destinazione del treno.
Sebbene la produzione della Br.145 e delle Br.146 finì proprio quando Bombardier acquistò Adtranz introducendo il marchio TRAXX, la Br.145 fu classificata TRAXX F140 AC e la Br.146 serie 0 TRAXX P160 AC, ed entrambe le locomotive furono introdotte nella famiglia TRAXX 1. La E.464 ancora in produzione ottenne la denominazione TRAXX P160 DC.

### Modello Br.185

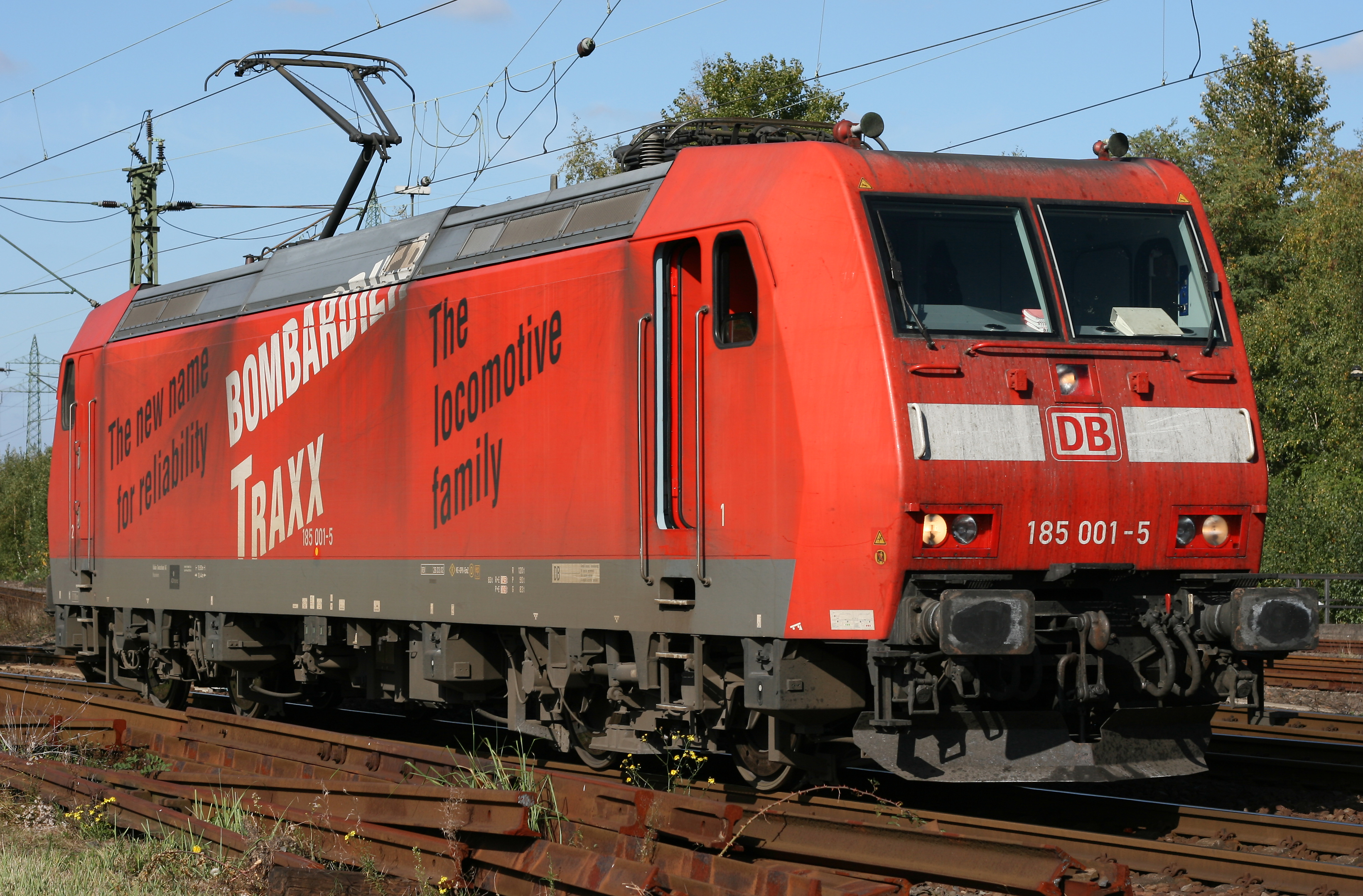
Br.185

Nel luglio 1998 ADTranz ricevette un nuovo ordine da DB per 400 locomotive Br.185 per treni merci. La Br.185 a doppia tensione era destinata all'interoperabilità internazionale e per questo fu denominata Europalok. Furono mantenute tutte le caratteristiche della Br.145 e l'imperiale fu abbassato di 105 mm per adattarsi alla sagoma UIC 505-1 internazionale.
Nel 2001 Bombardier acquistò ADtranz. Anche la Br.185 fu sviluppata, come la Br.145, in versioni merci e passeggeri. Successivamente Bombardier ricevette un ordine di locomotive anche dalle Ferrovie Federali Svizzere (SBB), classificate poi Re.481 (omologata per la sola rete svizzera) e Re.482. Le locomotive passate a BLS Cargo furono classificate Re.485.

### Altri modelli ed evoluzione del progetto
Nel settembre 2003 Bombardier diede alla Br.185 il marchio TRAXX, destinato ad alludere ai termini «trazione», «traccia» e «attrazione». La prima lettera dei modelli TRAXX differenzia le versioni merci (F) da quelle passeggeri (P). Il sistema originale includeva anche H per i veicoli pesanti e S ad alta velocità, tuttavia nessuna locomotiva con questa denominazione fu consegnata. Il numero che segue la prima lettera indica la velocità massima della locomotiva in km/h. Le due lettere successive indicano il sistema di alimentazione, con AC per le locomotive alimentate a corrente alternata, DC per locomotive a corrente continua e MS per locomotive politensione in grado di operare sotto qualsiasi tipo di corrente. Fu introdotta anche la denominazione DE per eventuali versioni diesel a trasmissione elettrica e un eventuale numero alla fine indica la generazione.
Con l'introduzione di questo sistema la Br.185 e altre locomotive simili furono denominate TRAXX F140 AC1.
Fanno parte della famiglia TRAXX 1 anche i modelli per treni passeggeri TRAXX P140 AC1 per il Lussemburgo, classificate CFL 4001-4020, e TRAXX P160 AC1 (Br.146 serie 100)

### Famiglie TRAXX 2 e TRAXX 2E

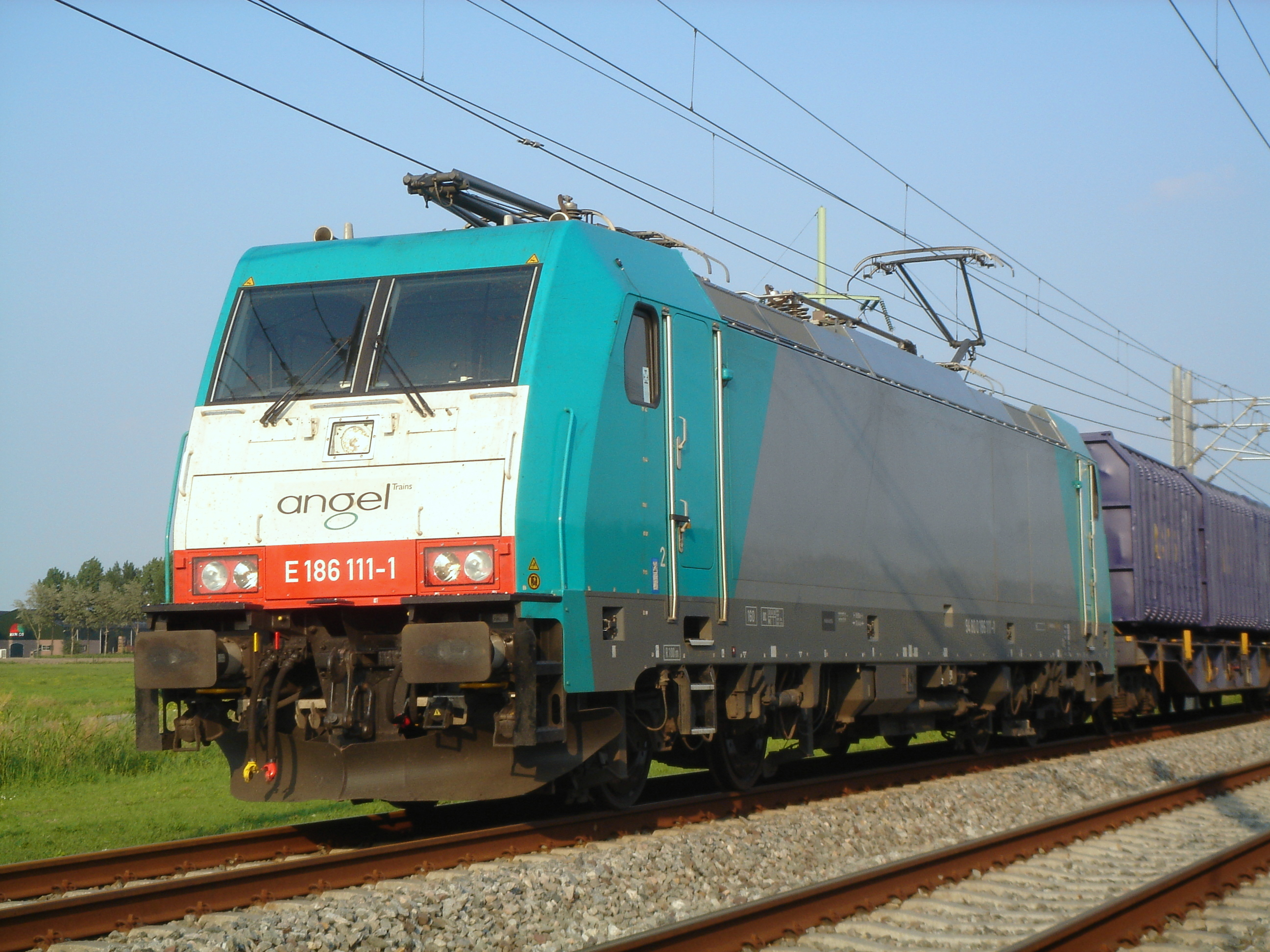
TRAXX F160 MS2 (Br.186) politensione con 4 pantografi

Nel 2004, il design TRAXX di base è stato sottoposto ad un importante rinnovo: la carrozzeria è stata ridisegnata per adattarsi alle attuali norme di sicurezza e gli inverter GTO sono stati sostituiti con gli IGBT. È stata inoltre introdotta l'opzione del controllo dell'asse singolo al posto del controllo individuale del carrello. Il design della carrozzeria è stato completamente standardizzato, ricavando nella cabina uno spazio per il montaggio di un display sopra il parabrezza. Il telaio del carrello è stato rafforzato, per consentire un aumento del carico assiale fino a 22 tonnellate. Quando Bombardier ha introdotto i primi modelli della famiglia TRAXX 2, i modelli precedenti sono stati chiamati TRAXX 1 e il numero 1 è stato aggiunto alla fine del tipo di locomotiva di prima generazione ancora in consegna.
Il design e la configurazione interna sono stati modificati nuovamente nel 2006 quando è stata costruita la prima versione diesel-elettrica, per fornire lo stesso layout per le versioni Diesel e elettriche. Nelle versioni elettriche, la posizione centrale del motore diesel è stata utilizzata per il trasformatore. Il peso del componente nella posizione centrale è supportato da una piastra di montaggio orizzontale che si inserisce sul telaio principale. Questa generazione della famiglia è anche definita come la piattaforma TRAXX 2E, le denominazioni di tipo stesse non sono cambiate. La generazione TRAXX 2E ha incluso anche le prime consegne effettive delle versioni DC della piattaforma TRAXX. La versione AC della TRAXX 2 è rimasta in produzione parallelamente alle versioni 2E.
Da questo progetto sono nati i modelli:
- TRAXX F140 AC2 (Br.185 serie 200, Re.482, Hector 241)
- TRAXX F140 DC (E.483, 253), 100 esemplari per Renfe e 175 divisi tra 10 imprese ferroviarie europee[2]
- TRAXX F160 MS2 (Br.186, Br.386, Re.484, Re.486)
- TRAXX P160 AC2  (Br.146 serie 200, 300 e 500)

Le unità E.483.101-108 (TRAXX F140DC), di proprietà di DB Cargo Italia, sono state modificate da Bombardier per andare in operativo sia sotto la rete 3000 V cc in Italia che sotto la rete a 1500 V cc a Ventimiglia e a Modane: queste otto macchine modificate hanno subito l'iter di omologazione per la rete Francese. In seguito a questa modifica ottennero la nuova denominazione E.483F.

### Famiglia TRAXX 3

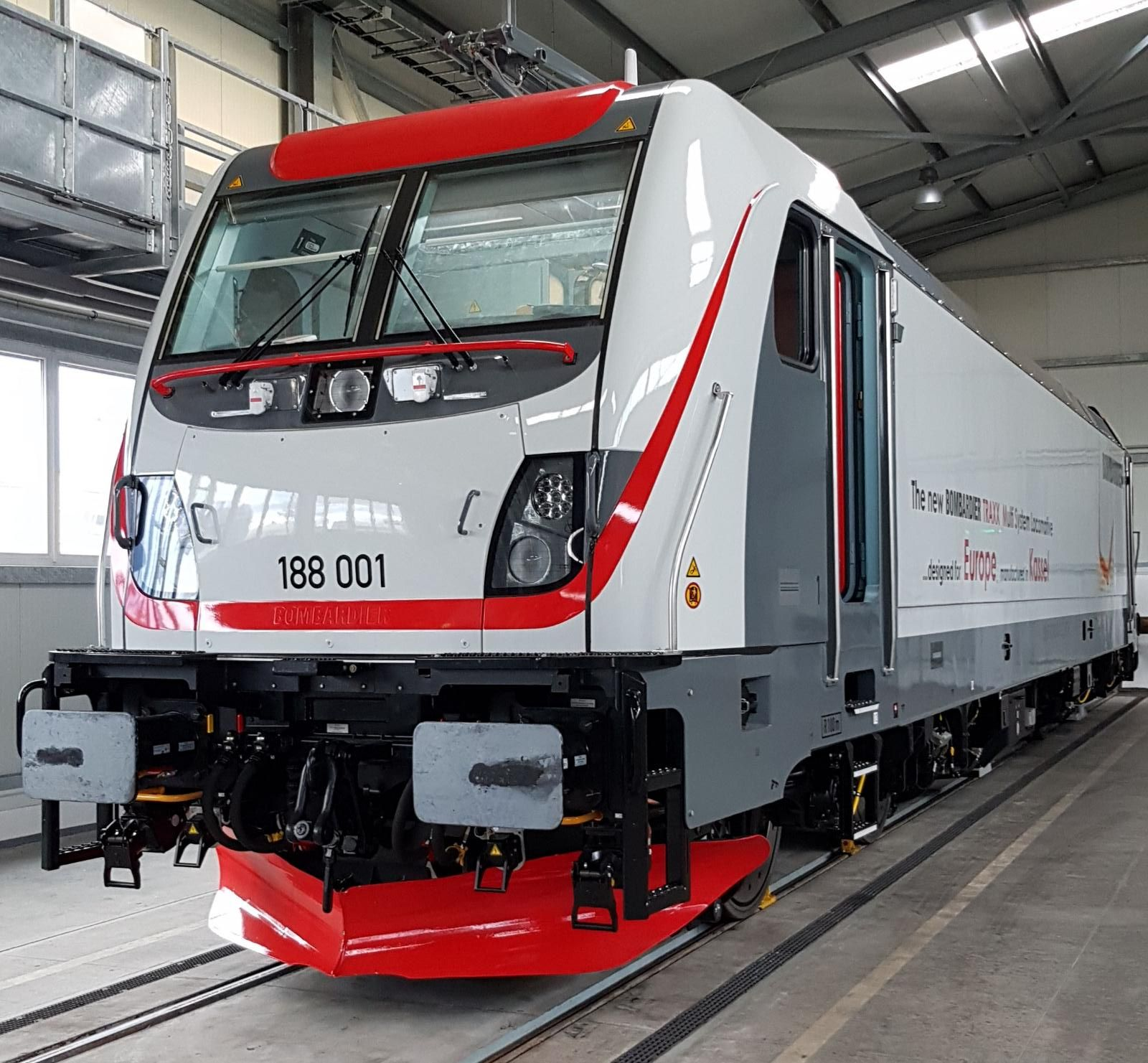
TRAXX F160 MS3 (Br.188) politensione

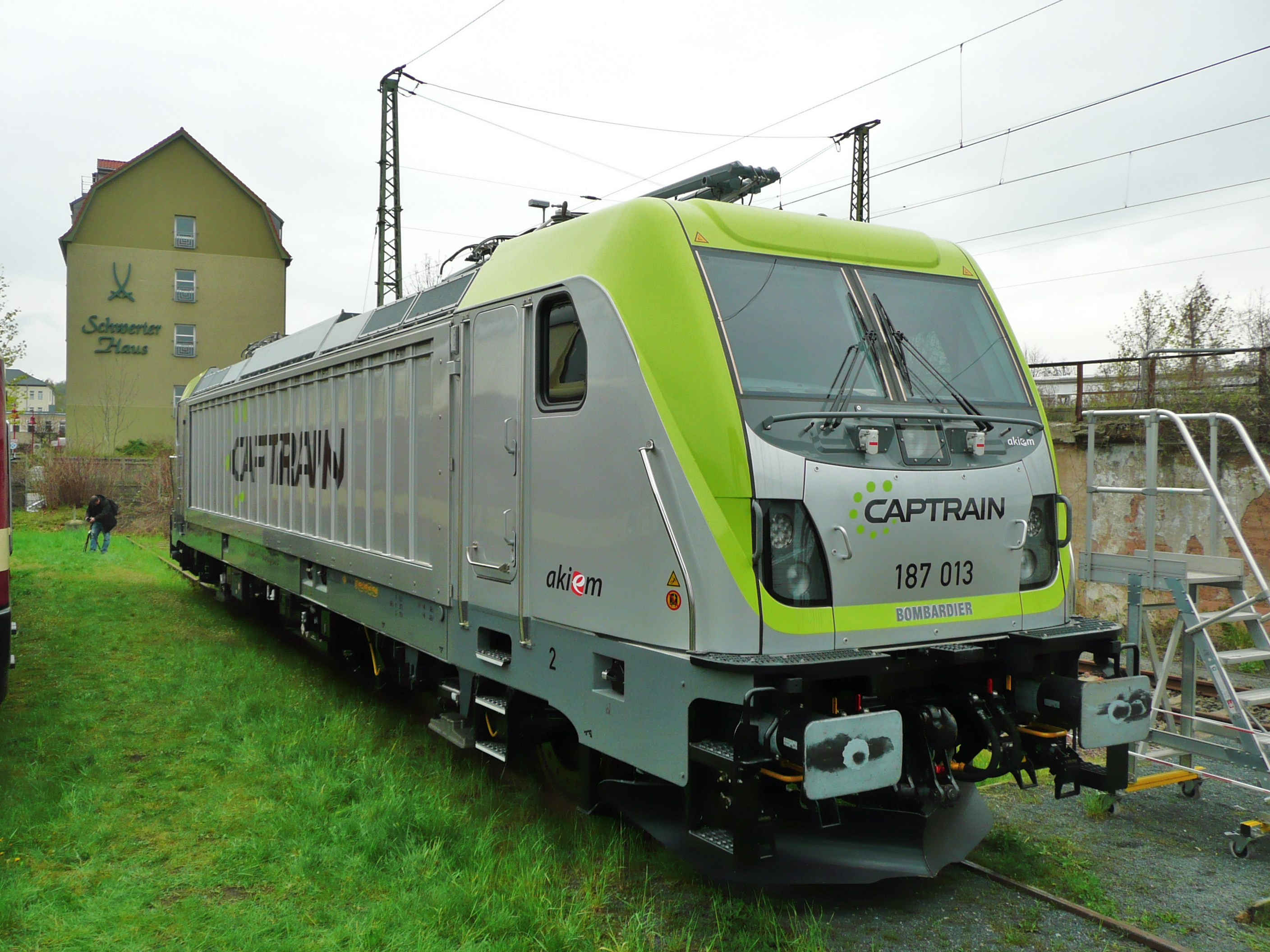
TRAXX F140 AC3 (Br.187) a corrente alternata

Bombardier ha presentato la locomotiva TRAXX AC3 come la prima variante della famiglia TRAXX 3 alla fiera "Transport and Logistics" di Monaco nel maggio 2011. Essa aveva un design ammodernato con linee più curve e fari a led. La potenza viene portata a 6,4 MW  e lo sforzo di trazione a 320 kN.
Da questo progetto nasceranno i modelli:
- TRAXX F140 DC3 (E.494)
- TRAXX F140/160 AC3 (Br.187, Rem.487)
- TRAXX P160 AC3 (Br.147)
- TRAXX F160 MS3 (Br.188)

#### TRAXX F140 DC3

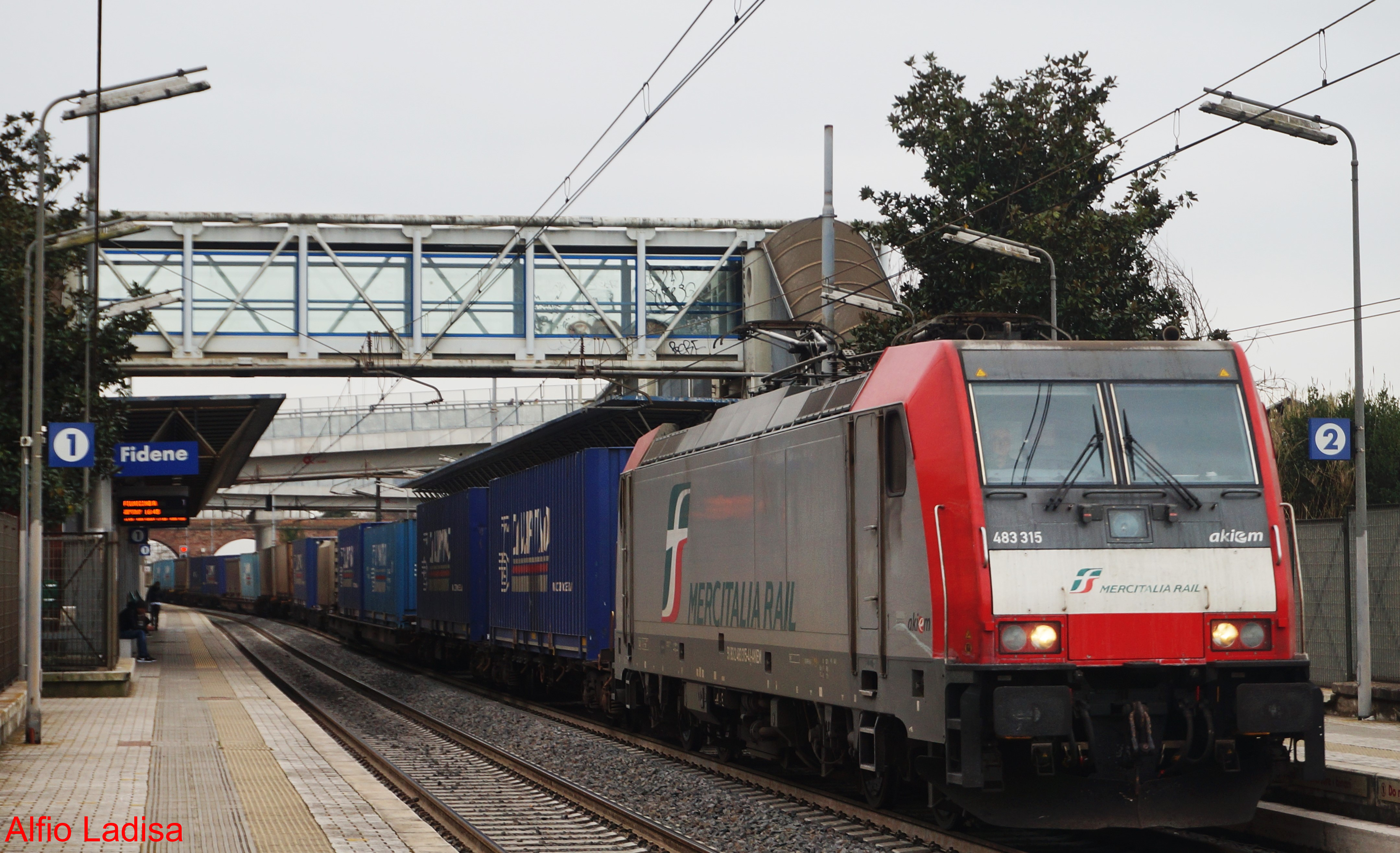
Locomotiva FS E 483.315 di Mercitalia Rail in transito alla stazione di Fidene

Nel dicembre 2017 Mercitalia Rail ha ordinato 40 locomotive TRAXX DC3 (con contratto di manutenzione per 16 anni), a febbraio 2018 è uscita dallo stabilimento di Vado Ligure la prima locomotiva, immatricolata come E.494.040. GTS Rail a gennaio 2018 ha ordinato 5 TRAXX DC3.
La prima E.494 per Mercitalia, la E.494.003 viene presentata a Roma Tiburtina l'8 marzo 2019 ed entra in servizio regolare lo stesso giorno.
Il 9 marzo 2019 è invece la volta della prima E.494 di Captrain, la E.494.501, mentre il 16 aprile è la volta della prima unità anche per GTS Rail.

### TRAXX Africa
Nel marzo 2014 Transnet ha ordinato 240 locomotive TRAXX Africa a scartamento ridotto di 1.067 mm (3 ft 6 in), da costruire in Sudafrica.

## Tecnica
Il rodiggio di tutto il gruppo è Bo'Bo', con due carrelli motori a scartamento standard (1435 mm).
I motori installati sono asincroni trifase, con diversi tipi di convertitori statici che la rendono adatta a diverse tensioni a seconda delle caratteristiche del paese in cui è in uso: le versioni AC possono essere alimentate a 15kV in corrente alternata a 16,7 Hz o 25 kV a 50 Hz, le versioni DC a 3 o 1,5 kV in corrente continua, mentre le versioni MS si adattano a tutti i tipi di alimentazione.
La potenza varia tra i 3 500 e i 6400 kW, aumentati a 6 400 nelle unità di terza serie, con forze di trazione che arrivano a 320 kN.
Gli impianti frenanti sono di tipo Knorr, e possono montare un impianto di recupero energetico. Dal punto di vista della sicurezza, si tratta di mezzi all'avanguardia, che possono montare i sistemi ETCS (solo TRAXX 3), Integra-Signum, ZUB o SCMT a seconda dell'appartenenza.